# Сорю (авіаносець)
Сорю (яп. 蒼龍) — японський важкий авіаносець часів Другої світової війни.

## Історія створення
Маючи досвід експлуатації двох важких і одного легкого авіаносця, а також невеликого корабля «Хошо», штаб японського імперського флоту був упевнений, що зможе розробити єдину конструкцію для перспективних авіаносців.
Відповідно до другої програми переозброєння 1934 року, «Сорю», перший авіаносець нової серії, був закладений того ж року, та вийшов в море у 1937 році. Проте проєктувальники все ще були обмежені Вашингтонським морським договором, який обмежував максимальний тоннаж всіх класів бойових кораблів.
Після вирахування водотоннажності «Рюдзьо» залишок дозволеного договором тоннажу становив тільки 20 000 тонн. Тому японці зареєстрували водотоннажність нового авіаносця у 16 000 тонн, що було приблизно на 2000 тонн менше фактичної. А проблему побудови ще одного авіаносця Японія вирішила, заявивши про свій намір вийти з договору в грудні 1936 року.

## Конструкція
«Сорю» отримав острівну надбудову на правому борті, але, як і інші, більш ранні кораблі, мав дві повернуті донизу труби, розташовані нижче політної палуби. Корпус «Сорю» був занадто легким для корабля такої водотоннажності, а потужна силова установка (подібна до тих, що використовувались на крейсерах) робила його винятково швидкохідним. Рівень бронезахисту був знижений для збільшення авіагрупи. Пропорції корабля (надто довгий та низький корпус) відобразились і на висоті його верхнього та нижнього ангарів, що становили 4,6 м та 4,3 м відповідно. Оскільки «Сорю» від самого початку створювався як авіаносець, то, на відміну від перебудованих кораблів, його нижній ангар складав одне ціле з конструкцією корпусу.
На поздовжній осі авіаносця були розташовані три підйомники.
Авіагрупа «Сорю» налічувала 63 літаки.

## Бойове застосування
«Сорю» разом з авіаносцем «Хірю» увійшов до складу 2-ї дивізії авіаносців взяв участь у нападі на Перл-Гарбор. Потім разом з іншими швидкохідними авіаносцями він вирушив у шестимісячний похід, метою якого було встановлення японського панування на Тихому океані. Його літаки завдавали ударів по острову Вейк, голландській Ост-Індії, Порт-Дарвіну та Цейлону. Згодом «Сорю» увійшов до складу об'єднаного флоту адмірала Ямамото, якому на початку червня 1942 року поставлили завдання захопити острів Мідвей.

### Битва за Мідвей
О 10:26 4 червня «Сорю» був атакований 17 пікіруючими бомбардувальниками SBD «Донтлес» з авіаносця ВМС США «Йорктаун» та отримав три пробоїни в політній палубі. В результаті вже звична комбінація пошкоджених паливопроводів та споряджених бомбами літаків викликала серію вибухів та займань на авіаносці, і вже за 20 хвилин екіпаж змушений був покинути охоплений полум'ям «Сорю». Палаючий остов корабля був на плаву ще протягом восьми годин, але після настання сутінків вибухнули його артилерійські погреби і він затонув.

## Характеристика проєкту
«Сорю» став прототипом для більшості наступних японських авіаносців. До числа його сильних сторін належали велика авіагрупа та оптимальне співвідношення маси та потужності головної силової установки, що робило його швидкісним та маневровим. Проте, маючи слабкий бронезахист, він був не здатен витримати удар у відповідь.